# Harpactea auresensis
Harpactea auresensis là một loài nhện trong họ Dysderidae.
Loài này thuộc chi Harpactea. Harpactea auresensis được miêu tả năm 1991 bởi Robert Bosmans & Beladjal.